# Liste des indicatifs régionaux du Québec
Voici une liste des indicatifs régionaux dans la province de Québec :
- 514, 438 et 263 : Agglomération de Montréal et île Perrot.

- 450, 579 et 354 : Grand Montréal, à l'exception des régions couvertes par les indicatifs régionaux 514, 438 et 263, et portions des régions administratives des Laurentides, de Lanaudière et de la Montérégie.

- 418, 581 et 367 : Capitale-Nationale et Est du Québec (Bas-Saint-Laurent, , Chaudière-Appalaches, Côte-Nord, Gaspésie–Îles-de-la-Madeleine et Saguenay–Lac-Saint-Jean).

- 819, 873 et 468 : Abitibi-Témiscamingue, Estrie, Mauricie, Nord-du-Québec, Outaouais et portions des régions administratives des Laurentides, de Lanaudière et de la Montérégie.

- 613, 343 et 753 : Akwesasne ; l'ensemble de la réserve, qui chevauche le Québec, l'Ontario et l'État de New York, est couvert par l'indicatif régional de l'est de l'Ontario.